# My Dinner with Andre
My Dinner with André é um filme norte-americano de 1981, dos gêneros comédia e drama biográfico, dirigido pelo cineasta francês Louis Malle.
O filme é composto quase inteiramente pela longa conversa entre o ator Wallace Shawn e o diretor teatral Andre Gregory. A obra foi filmada em um hotel abandonado de Richmond (Virgínia). Embora o filme fosse baseado em eventos reais da vida dos protagonistas, Shawn e Gregory negaram (em uma entrevista ao crítico de cinema Roger Ebert) que eles estavam atuando sobre si próprios e declararam que se  refizessem o filme, iriam trocar os dois personagens para provar este ponto de vista.

## Sinopse
Dois velhos amigos de personalidades opostas, um realista e outro sonhador, jantam juntos num caríssimo restaurante francês em Manhattan. Após anos sem se encontrarem, o ator e o diretor teatral discutem filosoficamente temas como teatro experimental, a natureza do teatro, assim como a natureza da realidade, e estranhas experiências de vida.

## Elenco
- Wallace Shawn .... Wally Shawn
- Andre Gregory .... Andre Gregory
- Jean Lenauer .... garçom
- Roy Butler .... balconista